# 9 de Julio (subte de Buenos Aires)
La estación 9 de Julio forma parte de la línea D de la red de subterráneos de la Ciudad de Buenos Aires. Se encuentra localizada en el barrio de San Nicolás, debajo de la avenida Roque Sáenz Peña (Diagonal Norte) entre las calles Suipacha y Carlos Pellegrini, a metros de la avenida 9 de Julio. La estación fue construida por la compañía española CHADOPyF e inaugurada el 3 de junio de 1937.
Posee una tipología subterránea con dos andenes laterales y dos vías. Posee un vestíbulo al nivel de las plataformas con los accesos en la calle mediante escaleras y escaleras mecánicas y servicio de wifi público y locales comerciales. Ubicada a escasos metros del Obelisco y por consiguiente del Microcentro, 9 de Julio es una de las estaciones que más movimiento tiene ya que combina también con las estaciones Carlos Pellegrini de la línea B y Diagonal Norte de la línea C. Además, el andén sur se conecta directamente con la Galería Obelisco Sur, un pasaje subterráneo comercial.

## Historia

Red de subtes en 1955

Inicialmente se llamó Carlos Pellegrini y durante los primeros gobiernos de Juan Domingo Perón se denominó Eva Perón, tal como consta en mapas de la red de 1955.
En 1997 esta estación fue declarada monumento histórico nacional.

## Decoración
Continuando el ciclo que compara la Argentina de la década de 1830 con la de 1930, y que recorre la sección inicial de esta línea; la estación 9 de Julio posee dos murales de 15,5 x 1,8 metros de superficie basados en bocetos de Alfredo Guido de 1936, y realizados por Cattaneo y Compañía en Buenos Aires, a diferencia de los murales de la anterior línea C, también construida por la CHADOPyF, cuya temática y origen eran españoles.
El primero de ellos está ubicado en el andén a Congreso de Tucumán y muestra a los pueblos de San José de Flores (hoy barrio de Flores) y Luján en el año 1835: la quinta y el rancho como sus íconos. En contraste, el mural del andén a Catedral refleja la pampa húmeda dedicada de lleno a la actividad agroexportadora que le valió el apodo de «granero del mundo» en las primeras décadas del siglo XX: Luján y el Río de la Plata ahora dominados por la ganadería, los frigoríficos y los cereales acumulados en silos.

## Hitos urbanos
Se encuentran en las cercanías de esta:
- Plaza de la República
  - Obelisco de Buenos Aires
- Avenida 9 de Julio
- Teatro Colón
- Teatro Gran Rex
- Teatro Ópera
- Teatro Broadway
- Edificio del Plata
- Teatro El Nacional
- El Bar notable Confitería Ideal
- Casas de las provincias de La Pampa, Salta y Chubut
- Edificio El Trust
- Edificio República
- Escuela de Danzas Aída Victoria Mastrazzi
- Escuela Primaria Común N.º 9 Familia de Cabezón
- Centro Educativo de Nivel Secundario N°26

## Imágenes

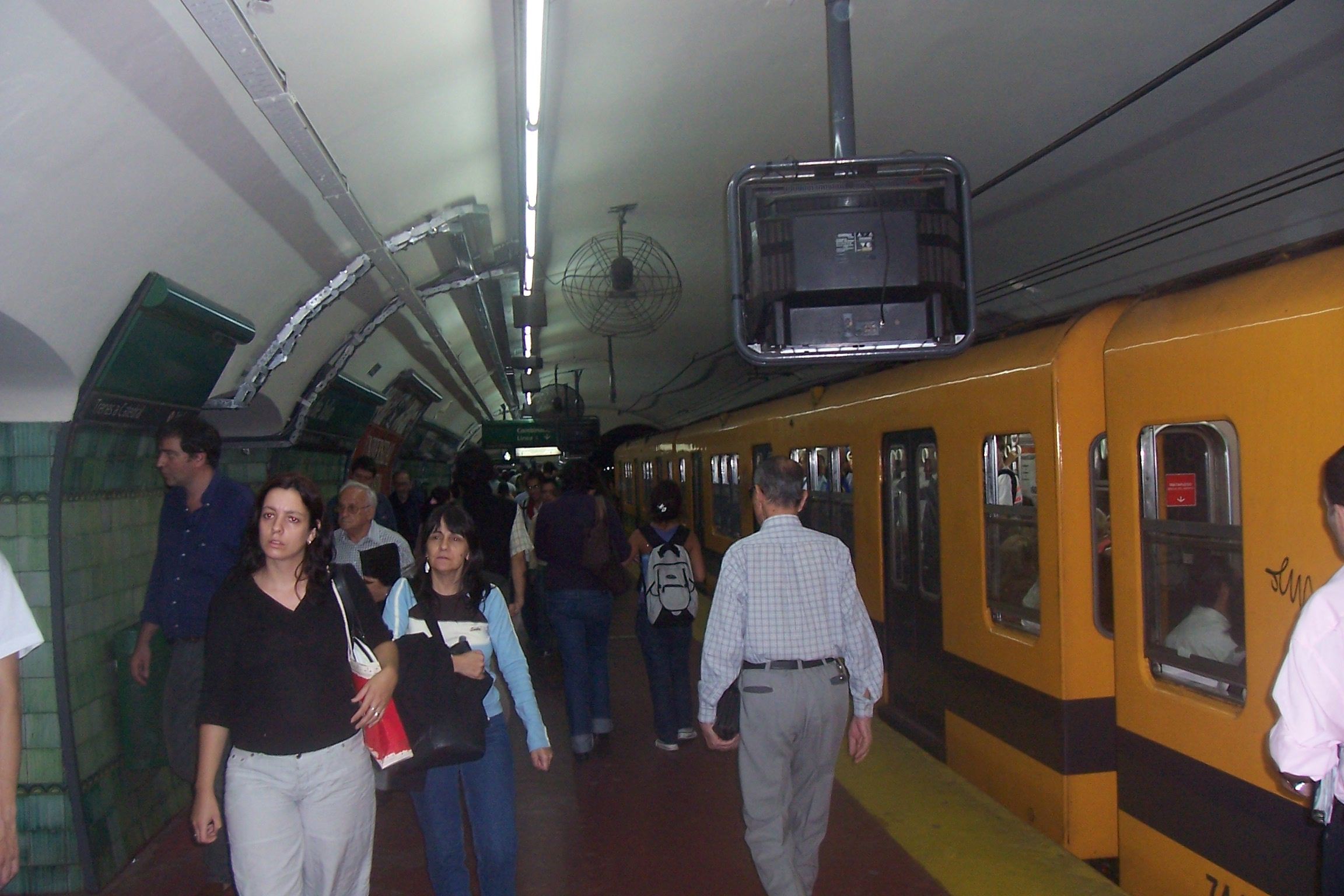
Los pasajeros descienden de una formación.
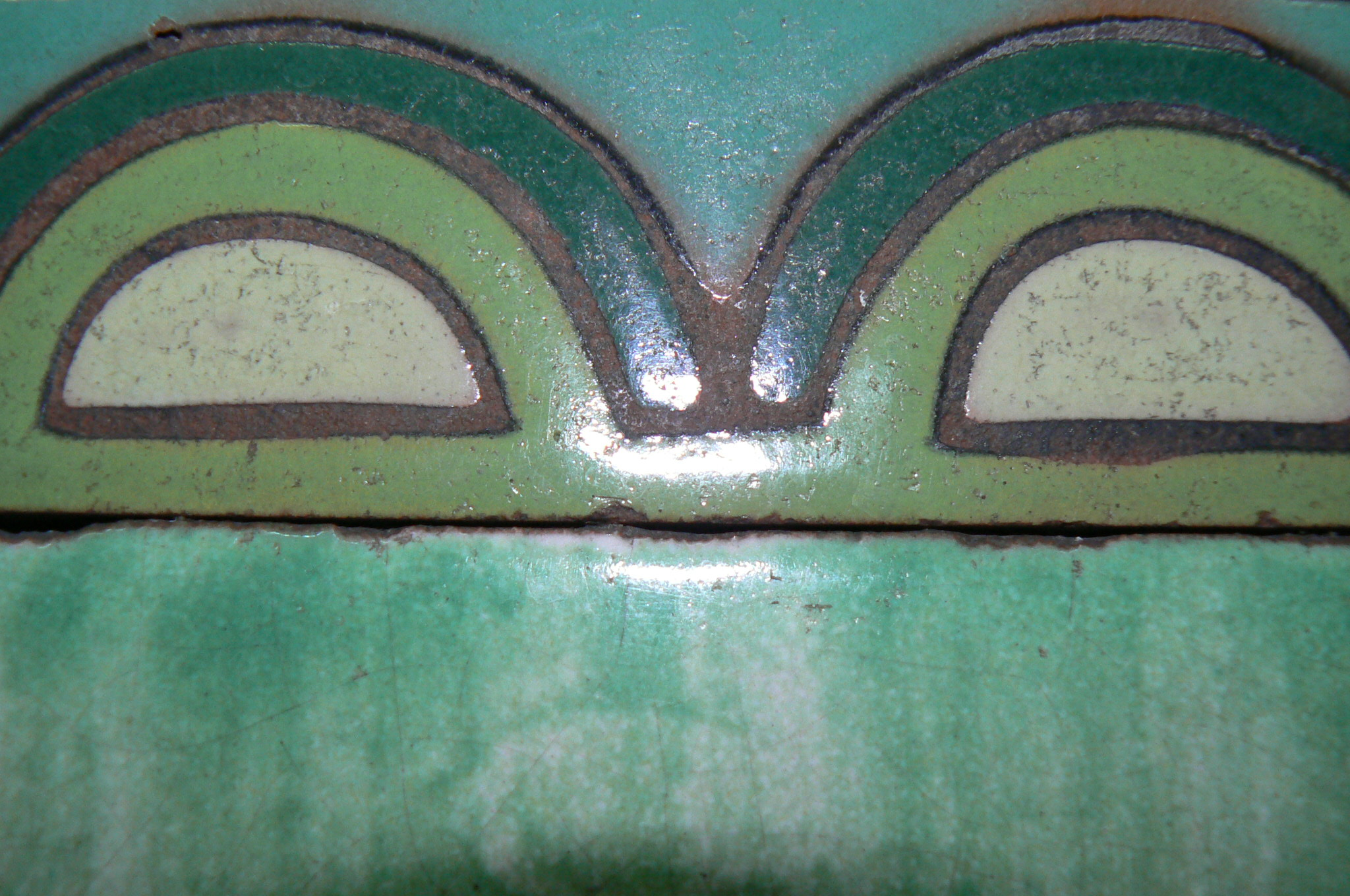
Detalle de las mayólicas.
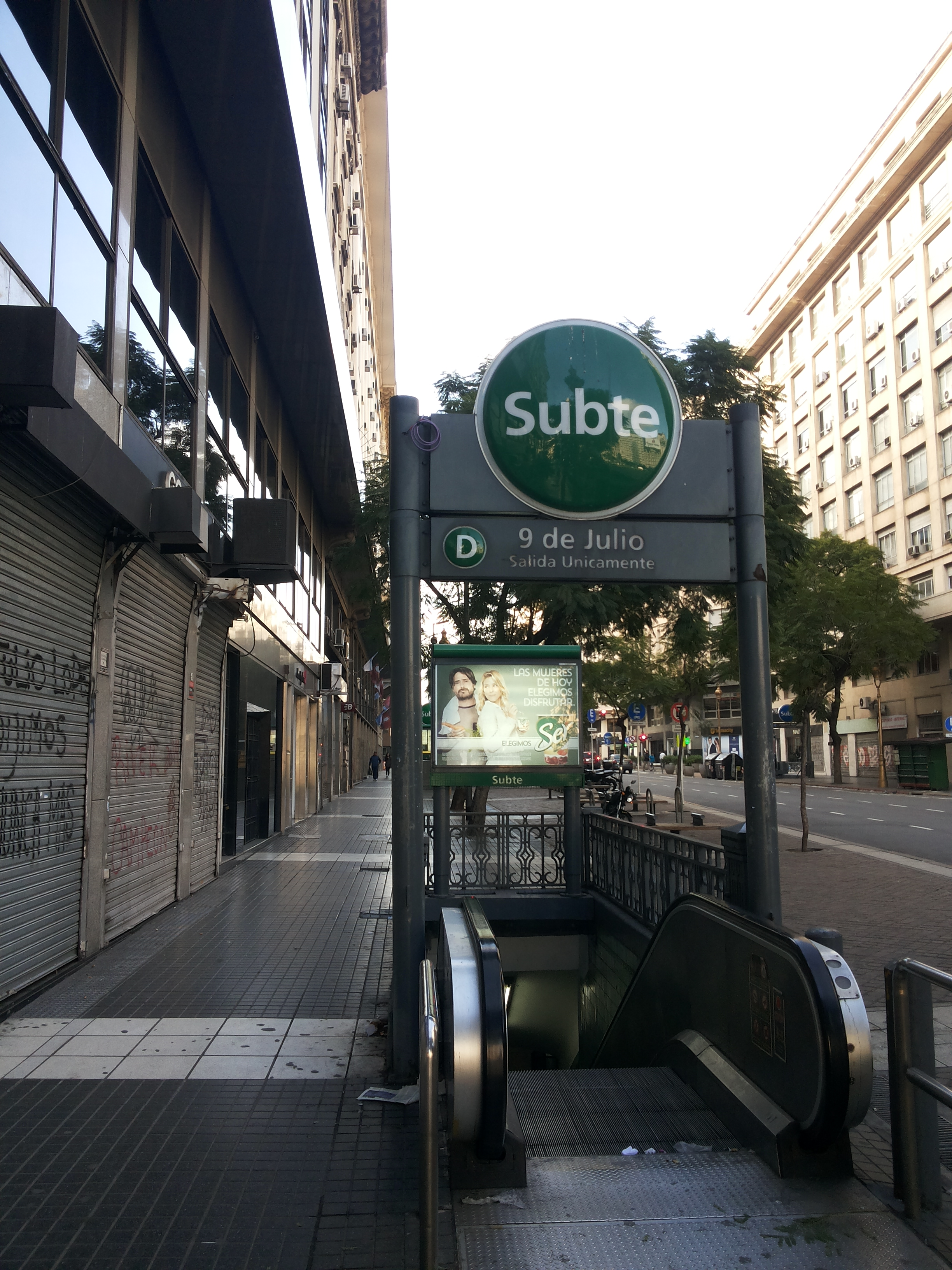
Salida sobre Diagonal Norte.
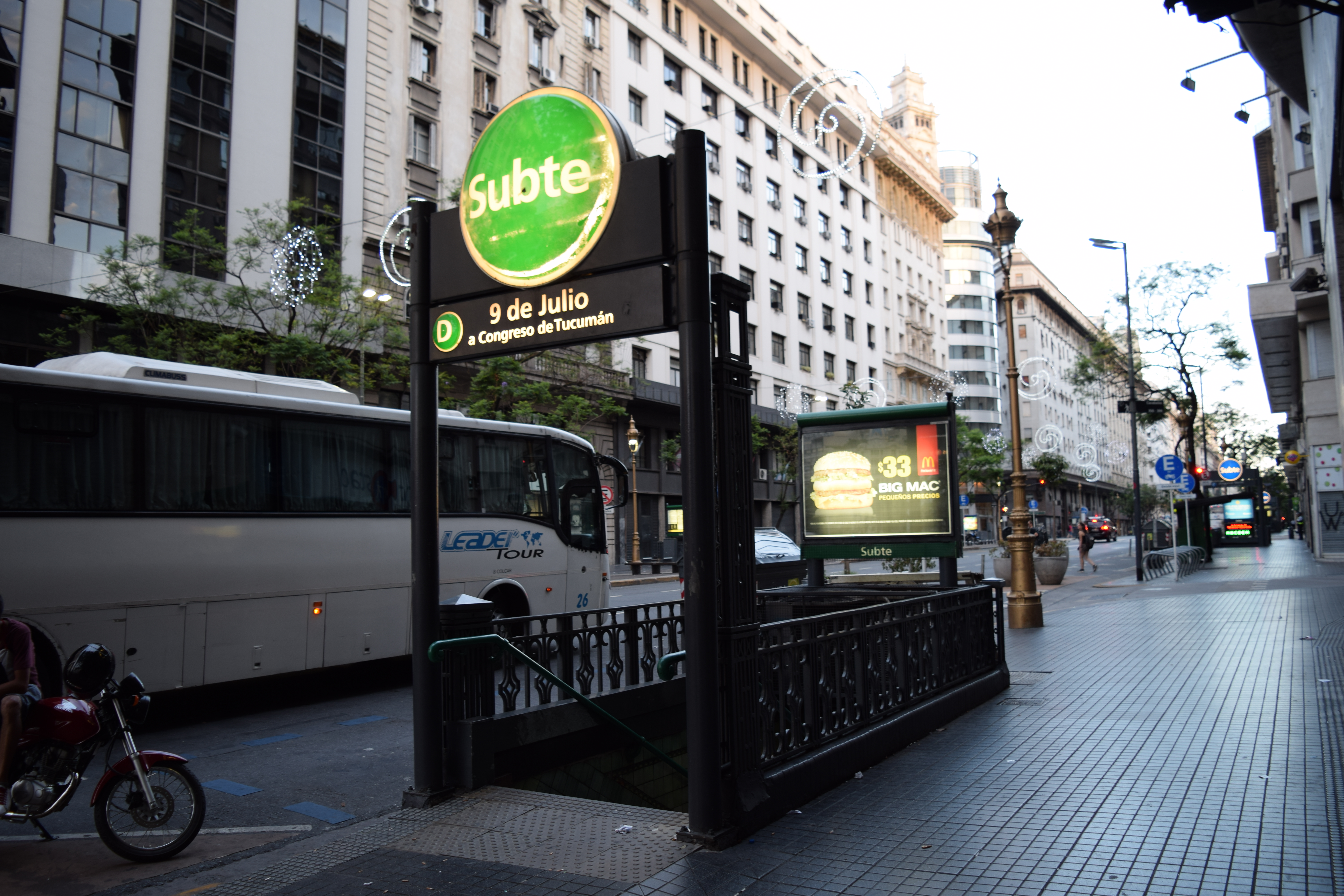
Acceso sobre Diagonal Norte.
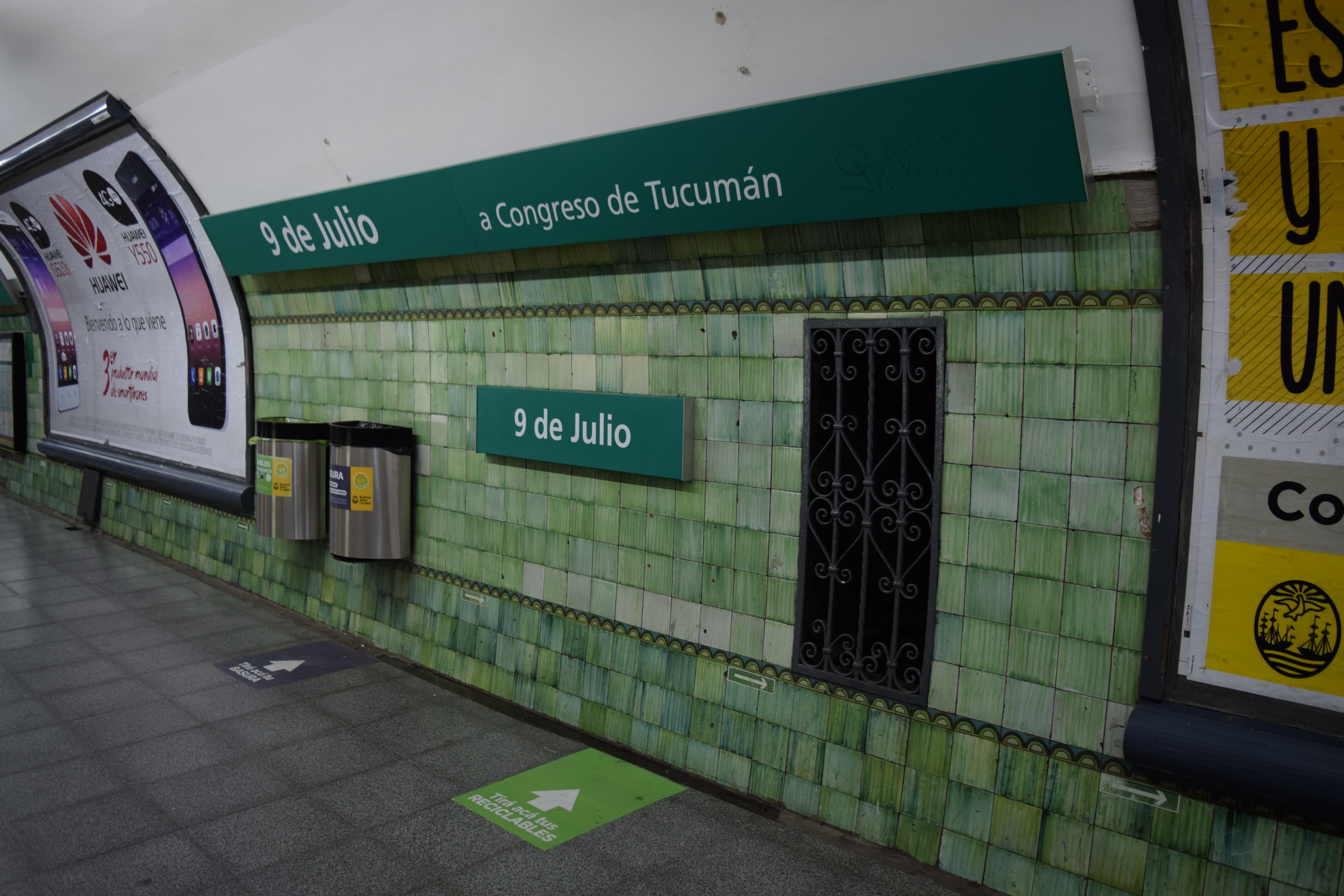
Señalética renovada en 2015.
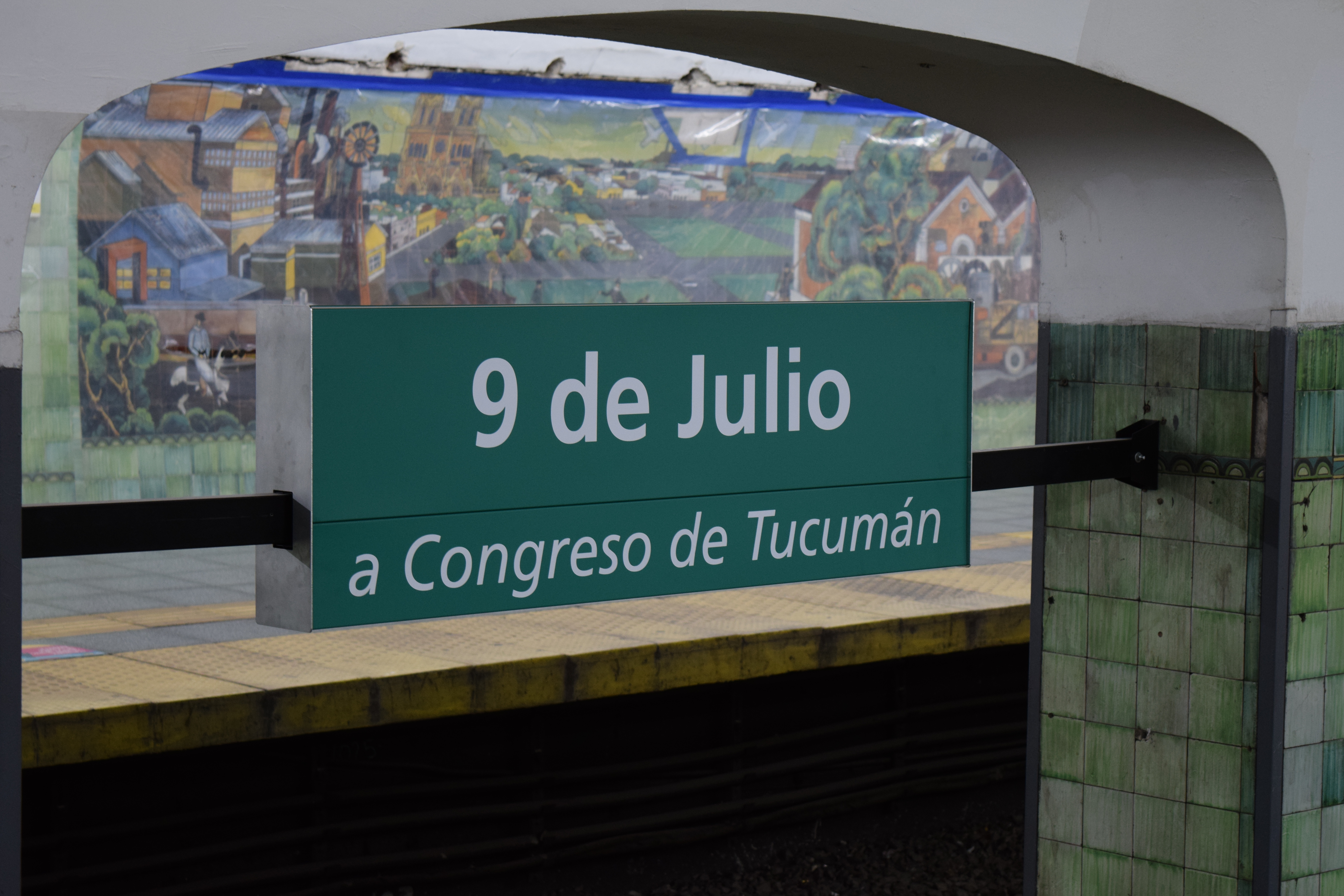